# Anthony Hopkins
Sir Philip Anthony Hopkins CBE (sinh ngày 31 tháng 12 năm 1937) là một diễn viên người Wales. Ông được xem như một trong những diễn viên xuất sắc nhất mọi thời đại của nước Anh cũng như của thế giới.
Ông đã đặt dấu ấn cực mạnh với vai diễn Hannibal Lecter, một bác sĩ biến thái có sở thích ăn thịt người vào năm 1991 trong phim The Silence of the Lambs (tạm dịch: Sự im lặng của bầy cừu), tập phim tiếp theo trong series này: Hannibal.
Các vai diễn lừng danh khác của ông trong phim The Elephant Man, Bram Stoker's Dracula, The Remains of the Day, The Mask of Zorro, The World's Fastest Indian, Hearts in Atlantis, Nixon and Fracture.
Hopkins sinh ra và lớn lên ở Wales, và chỉ chính thức trở thành công dân Hoa Kỳ vào 12 tháng Tư năm 2000. Ông được nhận một ngôi sao danh dự trên Hollywood Walk of Fame (Đại lộ Danh vọng Hollywood) vào năm 2003 và được phong làm Viện sĩ của British Academy of Film and Television Arts (tạm dịch: Viện hàn lâm Nghệ thuật Điện ảnh và Truyền hình Anh quốc) vào năm 2008.

## Tiểu sử

### Thời thơ ấu
Hopkins sinh ra ở Margam, Port Talbot, Wales, là con trai của Muriel Anne (née Yeats) và Richard Arthur Hopkins, một người thợ làm bánh bình thường. Mẹ ông có họ hàng xa với nhà thơ người Ireland, ông William Butler Yeats.
Khi đi học, cậu bé Hopkins không xuất sắc. Hopkins gần như mắc chứng tự kỷ và rất kém môn đọc. Cậu tự thấy thích thú các môn nghệ thuật như hội họa, chơi piano... hơn là học hành. Năm 1949, cha mẹ cậu ép cậu vào học Trường Jones' West Monmouth Boys' School ở Pontypool, Wales. Cậu học ở đây 5 học kỳ, trước khi chuyển đến Trường Cowbridge Grammar School, Cowbridge, Wales.
Hopkins được khuyến nghị và cổ vũ trở thành diễn viên bởi một người đồng hương rất nổi tiếng trong ngành điện ảnh, đó là Richard Burton (người tình, chồng của Elizabeth Taylor và là diễn viên thượng thặng của Hollywood). Hopkins may mắn gặp Richard Burton năm cậu 15 tuổi. Cuối cùng, tình yêu nghệ thuật của cậu bắt đầu được thỏa mãn khi cậu vào học tại Royal Welsh College of Music & Drama ở Cardiff, Wales và tốt nghiệp trường này vào năm 1957. Sau hai năm tập diễn ở Army, chàng thanh niên Hopkins đến London và tiếp tục rèn giũa ở RADA.

## Sự nghiệp
Năm 1965, sau vài năm tập sự, Hopkins được Sir Laurence Olivier dẫn dắt. Ông được diễn viên này mời tham gia vào Nhà hát Hoàng gia (Royal National Theatre). Hopkins trở thành người học diễn và thế vai cho Olivier. Hopkins đã để lại ấn tượng sâu đậm cho Olivier về khả năng diễn xuất khi ông này hồi tưởng lại trong hồi ký của ông: Confessions of an Actor.
Mặc dù rất thành công ở Nhà hát Quốc gia này, Hopkins vẫn thấy mệt mỏi với việc diễn đi diễn lại vai hàng đêm ở đây và khát khao đến với điện ảnh. Năm 1968, ông đã có được đột phá trong The Lion in Winter với vai diễn Richard I, cùng với Peter O'Toole, Katharine Hepburn, và chàng James Bond tương lai Timothy Dalton, người thủ vai Philip II of France.
Mặc dù Hopkins vẫn tiếp tục diễn ở nhà hát (thường là ở Broadway diễn vở Equus của Peter Shaffer, được đạo diễn bởi John Dexter).
Năm 1996, Hopkins đã được tặng giải thưởng danh dự của Trường đại học Wales, Lampeter.
Năm 2006, Hopkins nhận được giải Quả cầu Vàng (Golden Globe) và Cecil B. DeMille Award dành cho thành tựu cống hiến trọn đời cho nghệ thuật điện ảnh.
Còn năm 2008, ông được nhận Bafta Fellowship Award.

### Vai diễn bất hủ Hannibal Lecter

Anthony Hopkins trong vai Hannibal Lecter

Vai diễn được xem như bất hủ nhất trong đời diễn xuất của Hopkins là vai kẻ giết người hàng loạt và ăn thịt người Hannibal Lecter trong phim Sự im lặng của bầy cừu - The Silence of the Lambs và với vai diễn này ông dã được tặng giải thưởng cao nhất của điện ảnh thế giới: giải Oscar (Academy Award for Best Actor năm 1992.

## Đời tư
Vào năm 2007, Hopkins trở thành công dân Hoa Kỳ. Ông đến đất nước này từ những năm 1970, sau đó trở về Anh vào những năm 1980. Và ông quyết định trở lại Hoa Kỳ những năm 1990. Để kỷ niệm quyết định lịch sử khi trở thành công dân Hoa Kỳ, ông đã có hành trình 3.000 dặm đi dọc Hoa Kỳ.
Hopkins đã kết hôn 3 lần. Vợ đầu tiên là Petronella Barker (1967–1972), vợ hai là Jennifer Lynton (1973–2002). Hiện ông đang ở với vợ thứ ba người gốc Colombia là Stella Arroyave. Ông có một con gái duy nhất là con vợ đầu tiên tên Abigail Hopkins (sinh năm 1967), một diễn viên, ca sĩ.

## Các thành tựu khác
Hopkins là một pianist có tài. Năm 1986, ông đã từng có một đĩa đơn có tựa là "Distant Star". Đĩa này đã đứng thứ 75 trong các bảng xếp hạng ở Anh quốc (UK charts). Năm 2007, ông từng thông báo sẽ nghỉ diễn để tổ chức tour vòng quanh thế giới.
Vào 1996, Hopkins đạo diễn bộ phim đầu tiên: August, phỏng theo truyện Uncle Vanya của Chekhov. Kịch bản đầu tiên của ông có tựa Slipstream, ông cũng là đạo diễn phim này và đoạt giải ở Sundance Film Festival năm 2007.
Hopkins là một fan của BBC sitcom Only Fools and Horses
Hopkins đã diễn nhiều vai khác nhau, bao gồm vai diễn về các nhân vật lịch sử, bao gồm:
| - John Quincy Adams (Amistad, 1997) - Pierre Bezukhov (War and Peace, 1972) - William Bligh (The Bounty, 1984) - Charles Dickens (The Great Inimitable Mr Dickens, 1970) - John Frost (A Bridge Too Far, 1977) - Bruno Hauptmann (The Lindbergh Kidnapping Case, 1976), - Abraham Van Helsing (Bram Stoker's Dracula, 1992) - Adolf Hitler (The Bunker, 1981), - Dr. John Harvey Kellogg (The Road to Wellville, 1994) - C. S. Lewis (Shadowlands, 1993), - David Lloyd George (Young Winston, 1972) - Burt Munro (The World's Fastest Indian, 2005) - Dr. Hannibal Lecter (The Silence of the Lambs, 1991) (Hannibal, 2001) (Red Dragon, 2002) | - Hrothgar (Beowulf, 2007) - Richard Nixon (Nixon, 1995) - Ptolemaios I Soter (Alexander, 2004) - St. Paul (Peter and Paul, 1981) - Othello (Othello, 1981) - Pablo Picasso (Surviving Picasso, 1996) - Quasimodo (The Hunchback of Notre Dame, 1982) - Yitzak Rabin (Victory at Entebbe, 1976) - Richard Lionheart (The Lion in Winter, 1968) - Marcus Crassus (Jeff Wayne's Musical Version of Spartacus, 1992) - Titus Andronicus (Titus, 1999) - Frederick Treves (The Elephant Man, 1980) - Don Diego de la Vega/Zorro (The Mask of Zorro, 1998) |

## Các giải thưởng
Hopkins đã được giải Oscar cho vai diễn trong The Silence of the Lambs, ông cũng được đề cử Oscar (Oscar-nominated) cho vai diễn trong phim The Remains of the Day (1993), Nixon (1995) và Amistad (1997).
Hopkins giành giải BAFTA Award for Best Actor năm 1973 cho vai diễn Pierre Bezukhov trong BBC's production of War and Peace và cả cho The Silence of the Lambs và Shadowlands. Ông cũng nhận được các đề cử giải thưởng tương tự cho vai diễn trong phim Magic và The Remains of the Day cho vai diễn phụ xuất sắc nhất (Best Supporting Actor) trong phim The Lion in Winter.
Ông đã được giải Emmy Awards cho vai diễn khác trong The Lindbergh Kidnapping Case và The Bunker, và đề cử giải Emmy (Emmy-nominated) cho vai diễn trong The Hunchback of Notre Dame và Great Expectations. Ông đã đoạt cả hai giải đạo diễn và diễn veien xuất sắc nhất trong Slipstream, tại Liên hoan phim Quốc tế Locarno (Thụy Sĩ).
Hopkins trở thành Viện sĩ của Viện hàn lâm Nghệ thuật Điện ảnh và Truyền hình Anh quốc - British Academy of Film and Television Arts (BAFTA) tại Orange British Academy Film Awards vào tháng giêng 2008.

## Phim sử
| Năm  | Phim                                      | Đóng vai                              | Ghi chú khác                                 |
| ---- | ----------------------------------------- | ------------------------------------- | -------------------------------------------- |
| 1967 | A Flea in Her Ear                         | Etienne Plucheux                      | TV                                           |
| 1967 | The White Bus                             | Brechtian                             |                                              |
| 1968 | The Lion in Winter                        | Richard                               |                                              |
| 1969 | The Looking Glass War                     | John Avery                            |                                              |
| 1969 | Hamlet                                    | Claudius                              |                                              |
| 1969 | Department S                              | Greg Halliday                         | TV                                           |
| 1970 | The Great Inimitable Mr. Dickens          | Charles Dickens                       | Phim truyền hình                             |
| 1970 | Hearts and Flowers                        | Bob                                   | TV – Play for Today                          |
| 1971 | When Eight Bells Toll                     | Philip Calvert                        |                                              |
| 1972 | Young Winston                             | David Lloyd George                    |                                              |
| 1972 | War and Peace                             | Pierre Bezukhov                       |                                              |
| 1972 | A Doll's House                            | Torvald Helmer                        |                                              |
| 1974 | The Girl from Petrovka                    | Kostya                                |                                              |
| 1974 | QB VII                                    | Dr. Adam Kelno                        |                                              |
| 1974 | Juggernaut                                | Supt. John McCleod                    |                                              |
| 1974 | All Creatures Great and Small             | Seigfried Farnon                      |                                              |
| 1974 | The Childhood Friend                      | Alexander Tashkov                     | TV – Play for Today                          |
| 1976 | Dark Victory                              | Dr. Michael Grant                     | TV                                           |
| 1976 | The Lindbergh Kidnapping Case             | Bruno Richard Hauptmann               | Emmy Award                                   |
| 1976 | Victory at Entebbe                        | Thủ tướng Yitzhak Rabin               |                                              |
| 1977 | A Bridge Too Far                          | Lt. Col. John D. Frost                |                                              |
| 1977 | Audrey Rose                               | Elliot Hoover                         |                                              |
| 1978 | Magic                                     | Charles "Corky" Withers/Voice of Fats |                                              |
| 1978 | International Velvet                      | Captain Johnson                       |                                              |
| 1979 | Mayflower: The Pilgrims' Adventure        | Capt. Jones                           |                                              |
| 1980 | The Elephant Man                          | Dr. Frederick Treves                  |                                              |
| 1980 | A Change of Seasons                       | Adam Evans                            |                                              |
| 1981 | The Bunker                                | Adolf Hitler                          | Emmy Award                                   |
| 1981 | Peter and Paul                            | Paul of Tarsus                        |                                              |
| 1981 | Othello                                   | Othello                               | TV                                           |
| 1982 | The Hunchback of Notre Dame               | Quasimodo                             | TV                                           |
| 1983 | A Married Man                             | John Strickland                       | TV                                           |
| 1984 | The Bounty                                | Lieutenant William Bligh              |                                              |
| 1985 | Hollywood Wives                           | Neil Gray                             | TV                                           |
| 1985 | Arch of Triumph                           | Dr. Ravic                             | TV                                           |
| 1985 | Guilty Conscience                         | Arthur Jamison                        | TV                                           |
| 1985 | Mussolini and I                           | Count Galeazzo Giano                  | TV                                           |
| 1985 | The Good Father                           | Bill Hooper                           |                                              |
| 1987 | 84 Charing Cross Road                     | Frank Doel                            |                                              |
| 1988 | The Dawning                               | Robert Knights                        |                                              |
| 1988 | A Chorus of Disapproval                   | Dafydd Ap Llewellyn                   |                                              |
| 1989 | Great Expectations                        | Abel Magwitch                         |                                              |
| 1990 | Desperate Hours                           | Tim Comell                            |                                              |
| 1991 | The Silence of the Lambs                  | Dr. Hannibal Lecter                   | Academy Award for Best Actor                 |
| 1991 | Howards End                               | Henry J. Wilcox                       |                                              |
| 1991 | One Man's War                             | Joel                                  |                                              |
| 1992 | Freejack                                  | Ian McCandless                        |                                              |
| 1992 | Chaplin                                   | George Hayden                         |                                              |
| 1992 | Spotswood                                 | Errol Wallace                         |                                              |
| 1992 | Bram Stoker's Dracula                     | Professor Abraham Van Helsing         |                                              |
| 1993 | The Trial                                 | The Priest                            |                                              |
| 1993 | The Remains of the Day                    | James Stevens                         | Academy Award Nomination                     |
| 1993 | The Innocent                              | Bob Glass                             |                                              |
| 1993 | Shadowlands                               | Jack Lewis                            | BAFTA Award for Best Actor in a Leading Role |
| 1994 | Legends of the Fall                       | Col. William Ludlow                   |                                              |
| 1994 | The Road to Wellville                     | Dr. John Harvey Kellogg               |                                              |
| 1995 | Nixon                                     | Richard Nixon                         | Academy Award Nomination                     |
| 1996 | August                                    | Ieuan Davies                          | also directed, composed score                |
| 1996 | Surviving Picasso                         | Pablo Picasso                         |                                              |
| 1997 | Amistad                                   | John Quincy Adams                     | Academy Award Nomination                     |
| 1997 | The Edge                                  | Charles Morse                         |                                              |
| 1998 | The Mask of Zorro                         | Don Diego de la Vega / Zorro          |                                              |
| 1998 | Meet Joe Black                            | William Parrish                       |                                              |
| 1999 | Instinct                                  | Ethan Powell                          |                                              |
| 1999 | Titus                                     | Titus Andronicus                      |                                              |
| 2000 | Mission: Impossible II                    | Mission Commander Swanbeck            | uncredited                                   |
| 2000 | The Grinch                                | The Narrator                          |                                              |
| 2001 | The Devil and Daniel Webster              | Daniel Webster                        |                                              |
| 2001 | Hannibal                                  | Dr. Hannibal Lecter                   |                                              |
| 2001 | Hearts in Atlantis                        | Ted Brautigan                         |                                              |
| 2002 | Red Dragon                                | Dr. Hannibal Lecter                   |                                              |
| 2002 | Bad Company                               | Officer Oakes                         |                                              |
| 2003 | The Human Stain                           | Coleman Silk                          |                                              |
| 2004 | Alexander                                 | Ptolemaios I Soter                    |                                              |
| 2005 | Proof                                     | Robert                                |                                              |
| 2005 | The World's Fastest Indian                | Burt Munro                            |                                              |
| 2006 | All the King's Men                        | Judge Irwin                           |                                              |
| 2006 | Bobby                                     | John                                  |                                              |
| 2007 | Fracture                                  | Theodore "Ted" Crawford               |                                              |
| 2007 | Beowulf                                   | Hrothgar                              |                                              |
| 2007 | Slipstream                                | Felix Bonhoeffer                      |                                              |
| 2008 | The City of Your Final Destination        | Adam                                  |                                              |
| 2009 | The Wolfman                               | Sir John Talbot                       | post-production                              |
| 2009 | Alfred Hitchcock and the Making of Psycho | Alfred Hitchcock                      | pre-production                               |
| 2009 | King Lear                                 | King Lear                             | announced                                    |
| 2011 | Thor                                      | Odin                                  | đã chiếu                                     |